# Bandurani
Bandurani (auch: Bandorani oder Chapujuru) ist eine Ortschaft im Departamento Potosí im südamerikanischen Andenstaat Bolivien.

## Lage im Nahraum
Bandurani liegt im Kanton Ayoma im Municipio San Pedro de Macha in der Provinz Chayanta auf einer Höhe von 3887 m am linken, nördlichen Ufer des Río Chihuayta, der flussabwärts vorbei an Ayoma über den Río Jalsuri zum bolivianischen Río Grande führt.

## Geographie
Bandurani liegt am Ostrand des bolivianischen Altiplano, zwischen der Cordillera Azanaques im Westen und dem Hauptgebirgszug der Cordillera Central im Osten. Die Vegetation ist die der Puna, das Klima ist semiarid und ein typisches Tageszeitenklima, bei dem die mittlere Temperaturschwankung im Tagesverlauf deutlicher ausfällt als im Verlauf der Jahreszeiten.
Die mittlere Jahresdurchschnittstemperatur der Region liegt bei etwa 12 °C, die Monatsdurchschnittswerte schwanken zwischen knapp 9 °C im Juli und knapp 15 °C im November (siehe Klimadiagramm Pocoata). Der Jahresniederschlag beträgt nur 450 mm und fällt vor allem in den Sommermonaten, die Trockenzeit mit Monatswerten von maximal 20 mm dauert von April bis Oktober.

## Verkehrsnetz
Bandurani liegt in einer Entfernung von 143 Straßenkilometern nördlich von Potosí, der Hauptstadt des gleichnamigen Departamentos.
Von Potosí aus führt die Nationalstraße Ruta 1 in nördlicher Richtung über Tarapaya, Yocalla und Cruce Culta weiter nach Oruro und El Alto, der Nachbarstadt von La Paz, und nach Desaguadero am Titicacasee.
In Cruce Culta (früher: Ventilla) führt eine asphaltierte Landstraße von der Hauptstraße in nördliche Richtung, nach fünfzehn Kilometern zweigt nach Nordosten eine unbefestigte Landstraße ab, die nach Durchqueren des Río Arco  über Uluchi und Bombori weiter nach Bandurani und Vila Vila zur noch unbefestigten Ruta 32 von Crucero nach Pocoata führt.

## Bevölkerung
Die Einwohnerzahl der Ortschaft ist in dem Jahrzehnt zwischen den beiden letzten Volkszählungen leicht angestiegen:
| Jahr | Einwohner         | Quelle       |
| ---- | ----------------- | ------------ |
| 1992 | keine Detaildaten | Volkszählung |
| 2001 | 170               | Volkszählung |
| 2012 | 207               | Volkszählung |
| 2024 |                   | Volkszählung |

Die Region weist einen deutlichen Anteil an Quechua-Bevölkerung auf, im Municipio Colquechaca sprechen 78 Prozent der Bevölkerung Quechua.